# Saga del Re delle Ombre
La Saga del Re delle Ombre (Muir Island Saga) è un crossover in cinque parti pubblicato dalla Marvel Comics fra il luglio e il settembre 1991. Sceneggiato principalmente da Chris Claremont, affiancato da Peter David e Fabian Nicieza, è servito da ponte fra le testa Uncanny X-Men e X-Factor facendo riunire i cinque membri fondatori al resto degli X-Men.

## Trama
Avvertiti da Banshee e Forge, gli X-Men e Xavier giungono sull'isola Muir dove vengono catturati dagli abitanti sotto il controllo del Re delle Ombre. Xavier riesce a tornare alle rovine dello Xavier Institute, dopo la saga Inferno, ed utilizza Cerebro per trovare Colosso controllato anch'egli dal Re. Riuscito a liberarlo, sacrificando però la personalità di Peter Nicholas dietro la quale viveva sin dal passaggio nel Seggio Periglioso, Xavier decide di chiamare in aiuto i suoi primi studenti riuniti a formare X-Factor.
Su Muir, intanto, Wolverine, Forge, Banshee e Rogue riescono a liberarsi dal controllo del Re e scoprono che sta utilizzando il corpo di Polaris come tramite tra il piano fisico e quello astrale; ciò è possibile in quanto Lorna non possiede più i poteri magnetici strappateli dalla sacerdotessa e sorella Zaladane, ma altri che le permettono di assorbire energia negativa limitrofa per aumentarne la forza. I quattro temono quindi di dover uccidere la ragazza per spezzare il collegamento. Raggiunta l'isola, X-Factor ne neutralizza le difese mentre il Professor X viene attaccato direttamente da Jacob Reisz, l'ospite del Re delle Ombre, ma viene ucciso da Val Cooper che si scopre essere Mystica. Costretto ad abbandonare Jacob, il Re si rifugia nel corpo di Legione che distrugge buona parte dell'isola quando gli X-Men sono in procinto di liberare Polaris. Attaccato di sorpresa da Tempesta, Legion libera gli altri prigionieri che seguendo il piano di Xavier decidono di attaccare il Re sia sul piano fisico che su quello astrale, inviando contro Polaris metà della squadra. Comincianta la battaglia psichica contro il Re, Xavier viene aiutato da Jean Grey mentre Forge riesce a liberare Psylocke che utilizza le sue lame psichiche contro Polaris spezzando il collegamento con il Re e confinandolo sul piano astrale.

## Conseguenze
- X-Factor si riunisce agli X-Men, portando la squadra a dividersi in due team.
- Val Cooper recluta Polaris, Madrox e Forzuto nella nuova formazione di X-Factor gestita dal governo.
- Xavier ripara la mente del figlio, lasciandolo però in stato catatonico.
- L'isola Muir, grandemente danneggiata, viene abbandonata dai suoi abitanti.
- Polaris perde la superforza alimentata da energia negativa e riguadagna i poteri magnetici.
- Colosso ritorna negli X-Men, lasciandosi alla spalle la vita e la personalità dell'artista Peter Nicholas.
- Xavier perde, ancora una volta, l'uso delle gambe.